# KEEN6
KEEN 6 foi um jogo feito em 1992 pela id Software apesar de ser  
o ultimo dos jogos do Commander Keen foi um jogo da plataforma do PC DOS da IBM.
Mas também roda no MS-DOS ou qualquer plataforma DOS sendo que também roda em qualquer sistema que tem o DOS como segundo plano assim como o Windows 9x ou que tenha o um emulador de jogos para DOS o mais conhecido e o DosBox ele requer 1 MB de memoria ram, sistema operacional.